# Циколия, Звиад
Звиад Валерьянович Циколия (груз. ზვიად ციკოლია; род. 14 июля 1971, Тбилиси) — советский и грузинский промышленный дизайнер. С 2010 года главный дизайнер конструкторского бюро Дельта.

## Биография
Родился в семье Валериана Циколия (режиссёр) и Медеа Бухрадзе (актриса). С раннего детства его привлекала техника, особенно самолеты. В возрасте 8-ми лет начинает заниматься на станции юных техников в кружке Транспортного дизайна. После окончания средней школы поступает в Тбилисскую Академию Художеств на факультет промдизайна.
В республиканском конкурсе Грузия Поти, 1986 году получил Гран-при за дизайн грузовика, в 1987 году на ВДНХ Москва (СССР) получает бронзовую медаль за дизайн трейлера. С 1993 года главный дизайнер Air Georgia. В 1997 году — значительный успех: премьера автошоу во Франкфурте, где он представил полномасштабную модель на тему Bugatti. В 2001 году получает приглашение на должность консультанта от компании Peugeot. В 2006 принимает участие в конкурсе элегантности на выставке Вилла Д"Эсте, а 2007 на выставке Женевском международном автосалоне. С 2007 года главный дизайнер японской компании — DCI. С 2010 года начинает работу главным дизайнером конструкторского бюро «Дельта», где разрабатывает первую грузинскую бронемашину Дидгори а также принимает активное участие в разработке других проектов. B 2012 году открывает собственную компанию часов «UNIQ». В 2013-14 гг консультант в компании SAIC Motor и занимается разработкой интерьеров будущих моделей.
Так же в его портфолио входят такие успешные проекты как: Russo-Baltique Impression, Rolls Royce-coupe (для британского коллекционера), Экстерьер и интерьер для французского автопроизводителя. Экстерьер и интерьер маленького бизнес-самолета. Частная Архитектура и интерьер. Дизайн мебели и упаковок, в частности бутылок. Его работы публиковались: Carstyling, Auto&Design, Auto Bild, Auto review, Super cars, GQ, Le, Style, Really Good Packaging, Big Book of Packaging, Design and Design и множество других.
В данный момент проживает в Тбилиси, c 1997 года женат на Марине Хорава (дизайнер), имеет двоих сыновей. Активно занимается обучением дизайнеров.

## Награды и звания
- 1987 — Бронзовая медаль ВДНХ;
- 1993 — Победитель Air Georgia competition;
- 2001 — Победитель конкурса Russo-Baltique.
- 2006 — Red Dot Design Award за наручные часы Fashion Watch;
- 2011 — Орден Чести (Грузия);
- 2013 — Орден Вахтанга Горгасала 2-я степень;
- 2014 — Red Dot Design Award за дизайн упоковки.